# Zabriskie Point
Pour les articles homonymes, voir Zabriskie Point (homonymie).
Zabriskie Point [zəˈbrɪski pɔɪnt] est une partie du chaînon Amargosa située dans l'est de la vallée de la Mort dans le parc national de la vallée de la Mort en Californie, aux États-Unis. Elle est notable pour son paysage érodé.
C’est le point de vue le plus connu de la Death Valley, et la fréquentation touristique y est élevée. Le moment où les couleurs y sont les plus belles est au lever du soleil, ce qui représente un régal pour tout photographe.
La highway 190 (ou California State Route 190) passe à proximité de Zabriskie Point, ce qui en fait l'un des sites les plus faciles d'accès lorsqu’on arrive de Las Vegas.
La zone de Zabriskie Point et ses environs correspondent au lit d'un ancien lac asséché il y a cinq à dix millions d'années. Les sols ont ensuite été inclinés et poussés vers le haut par la force des mouvements de l'écorce terrestre, puis érodés par le vent et l'eau. Ils contiennent des borates et du gypse.
L'endroit a été nommé ainsi d'après Christian Brevoort Zabriskie, directeur général de la Pacific Coast Borax Company au début du XXe siècle.
Zabriskie Point est aussi connu grâce au film homonyme de Michelangelo Antonioni, qui s'y déroule largement.
Mais surtout, aujourd'hui, Zabriskie Point est célèbre grâce à la couverture de la pochette de l'album The Joshua Tree de U2, sorti le 9 mars 1987. Pour cette photo, les quatre membres du groupe irlandais ont posé devant le photographe néerlandais Anton Corbijn en décembre 1986. La photo en noir et blanc montre les musiciens sur le côté gauche, et à droite la rivière asséchée et le désert des Mojaves en arrière-plan (où pousse le fameux cactus qui a donné son nom à l'album). Au premier rang, face à l'objectif, on voit Larry Mullen Junior et à ses côtés Bono mais de profil, derrière The Edge et au fond Adam Clayton. Le fameux arbre de Josué que l'on voit à l'intérieur de la pochette (l'arbre est hélas tombé en 2000, les morceaux étant restés sur le site, constituant ainsi un sanctuaire pour les fans du groupe), quant à lui, ne se situait pas à Zabriskie Point mais dans le désert des Mojaves non loin de la ville de Darwin.

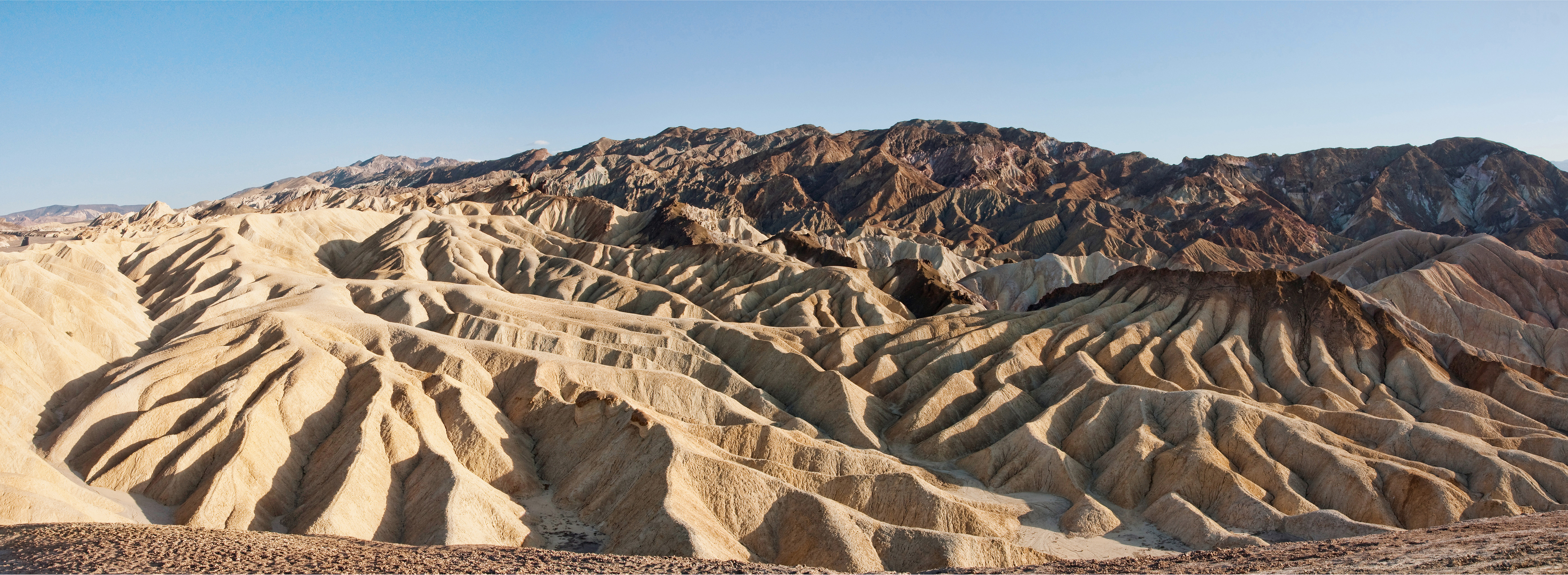
Vue panoramique depuis Zabriskie Point.

## Photos de Zabriskie Point

Vues de Manly Beacon depuis Zabriskie Point
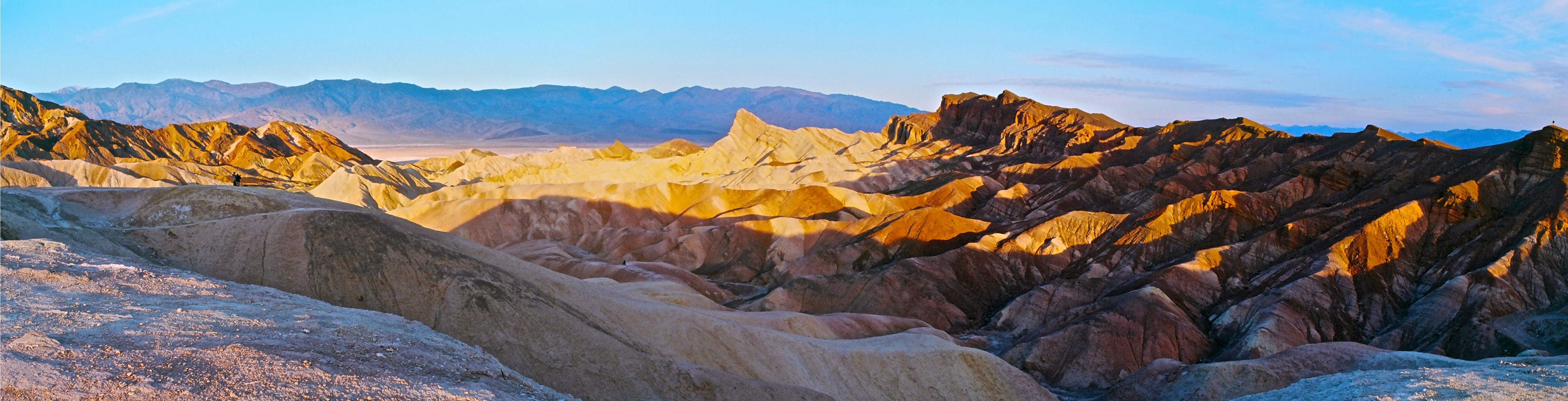
Lever du soleil sur Zabriskie Point avec, au milieu du panorama, Manly Beacon bien éclairé.
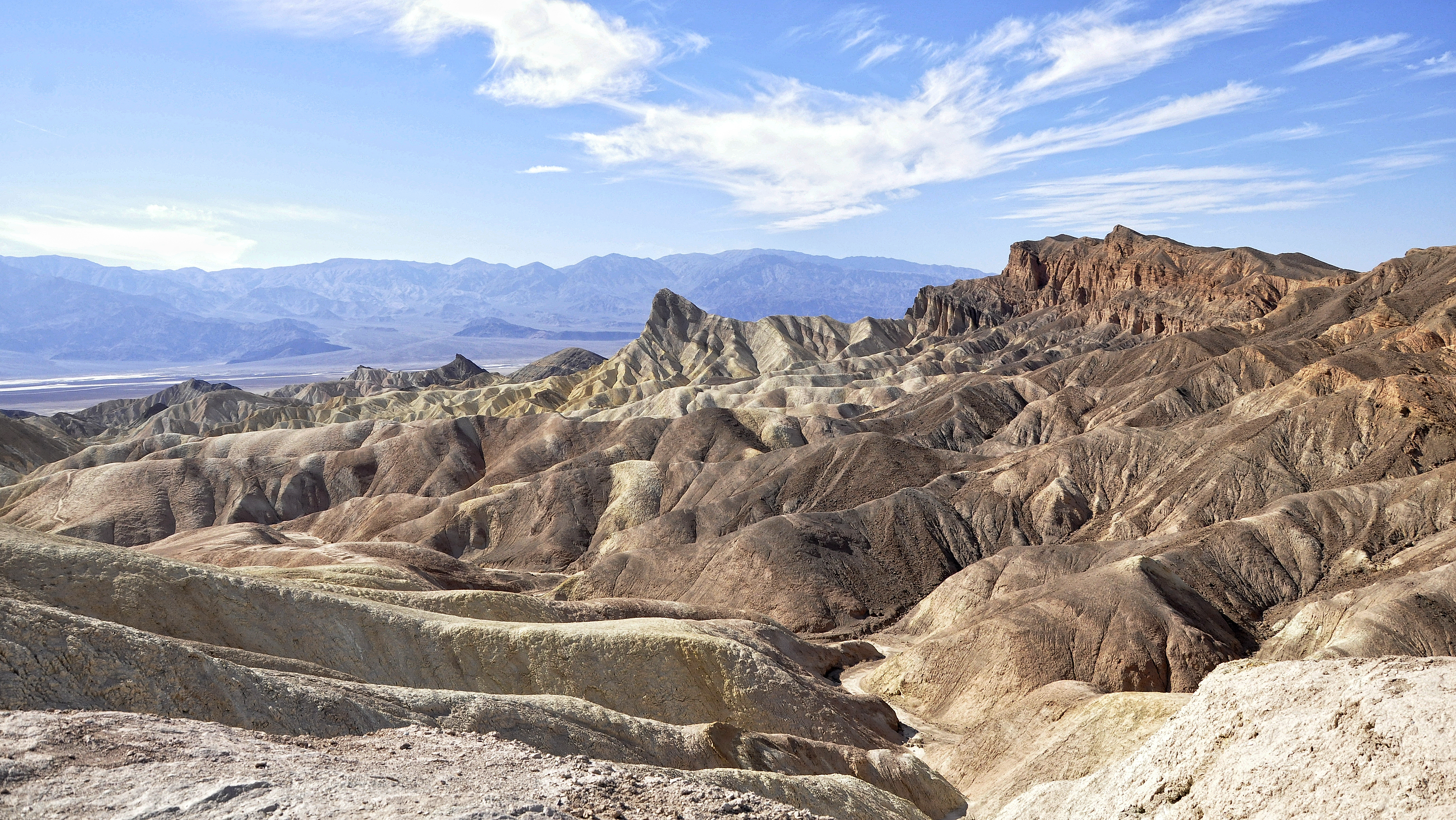
Manly Beacon
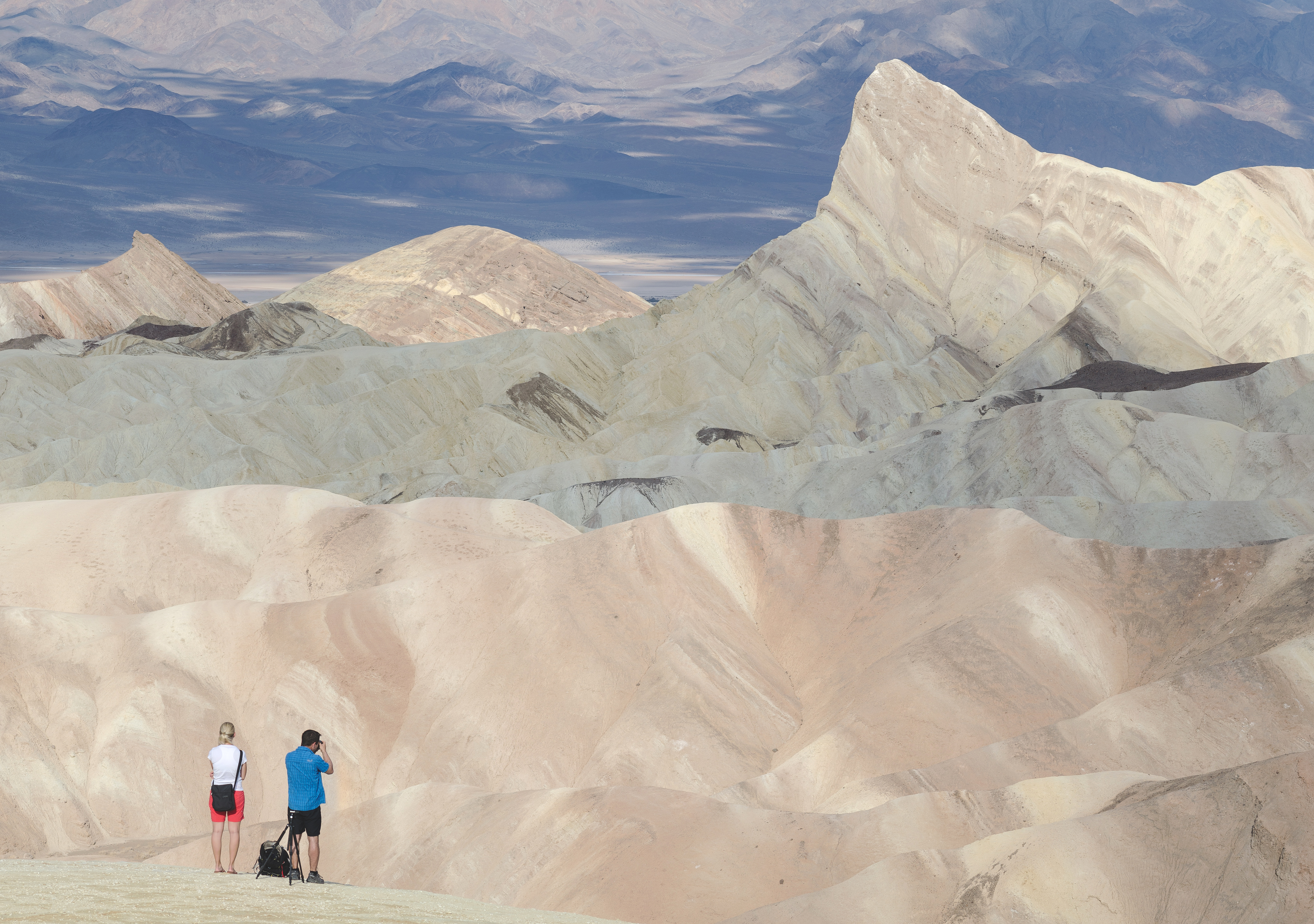
Manly Beacon

Panorama depuis Zabriskie Point.
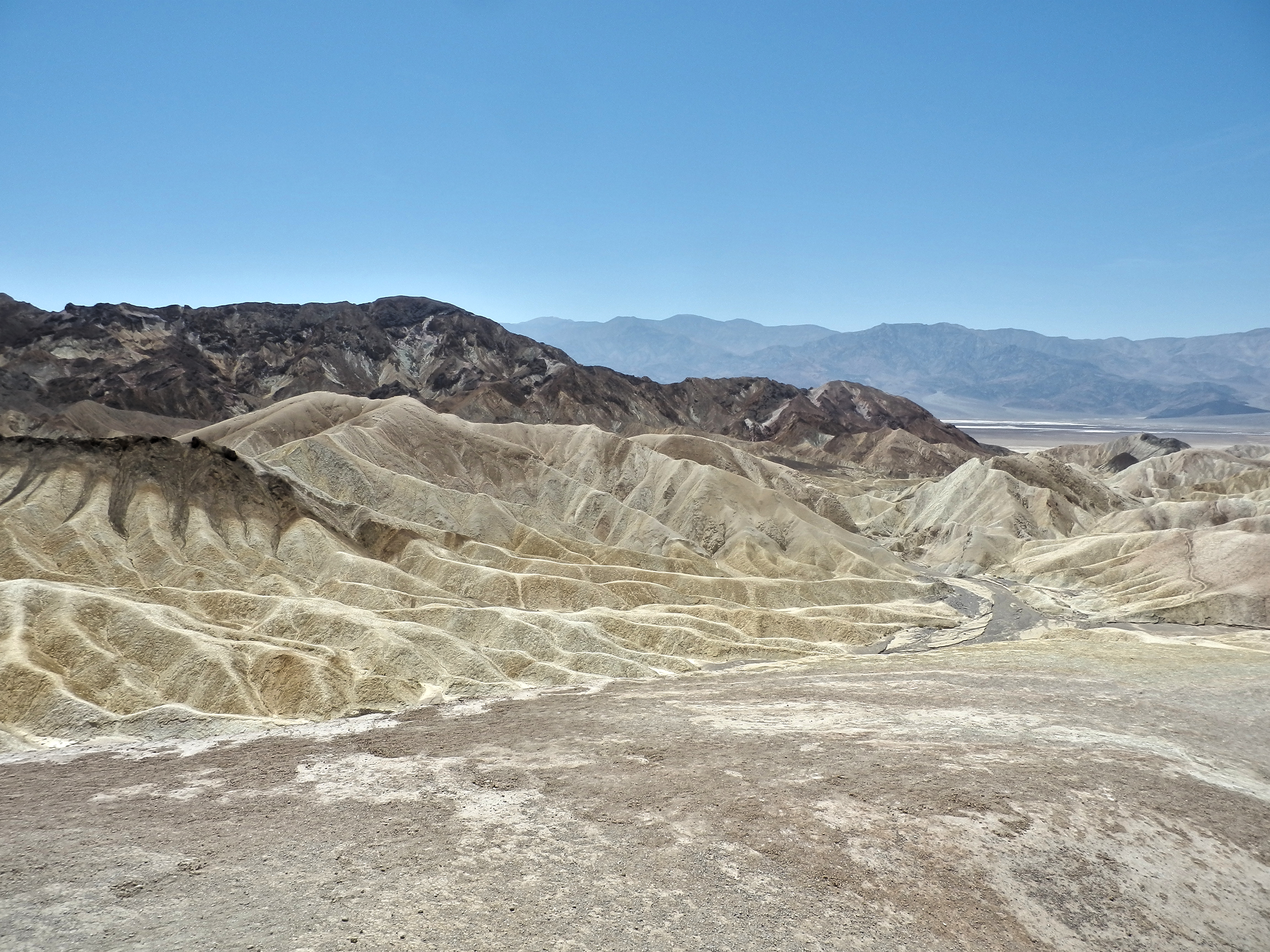
Zabriskie Point
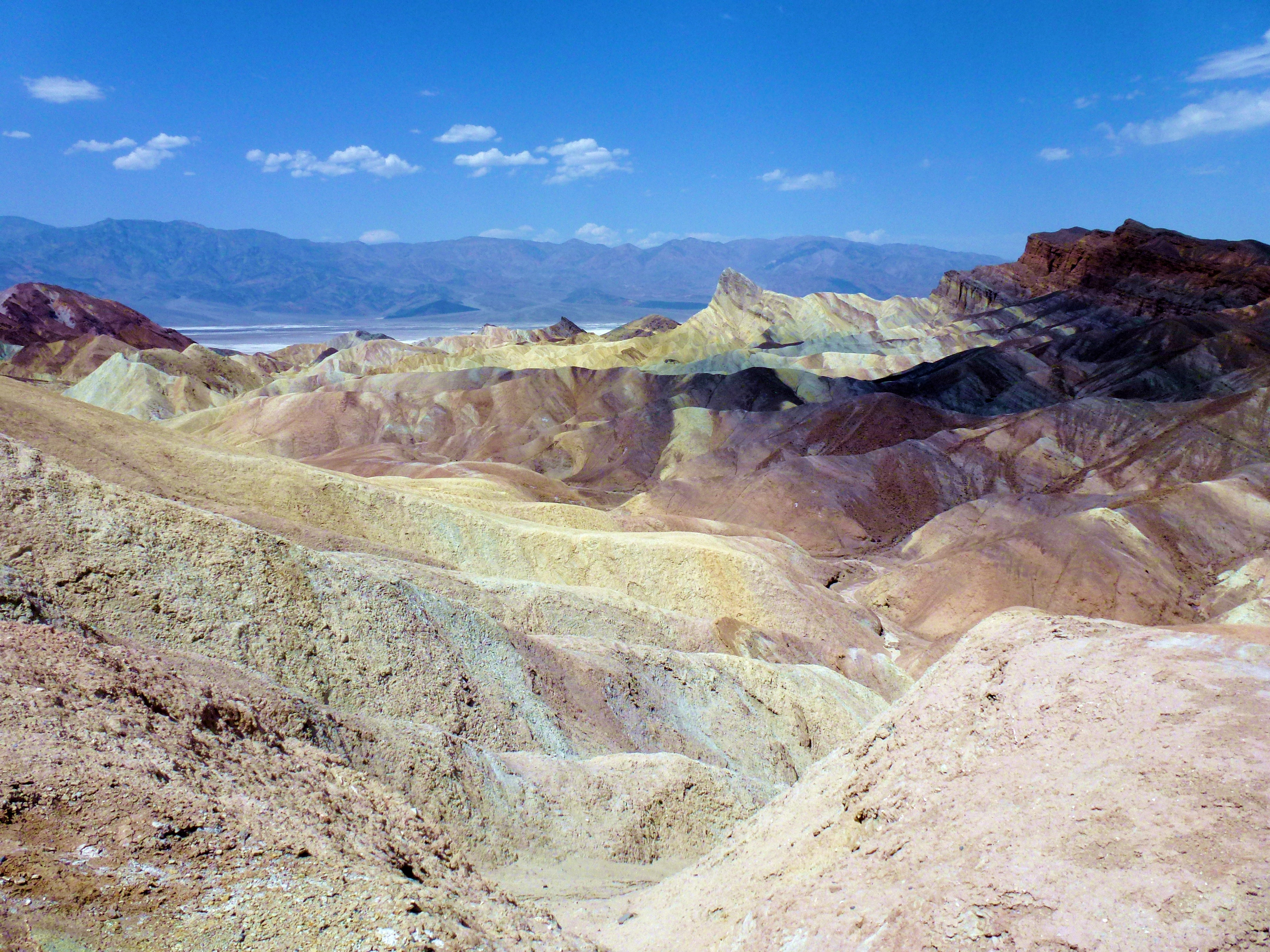
Zabriskie Point
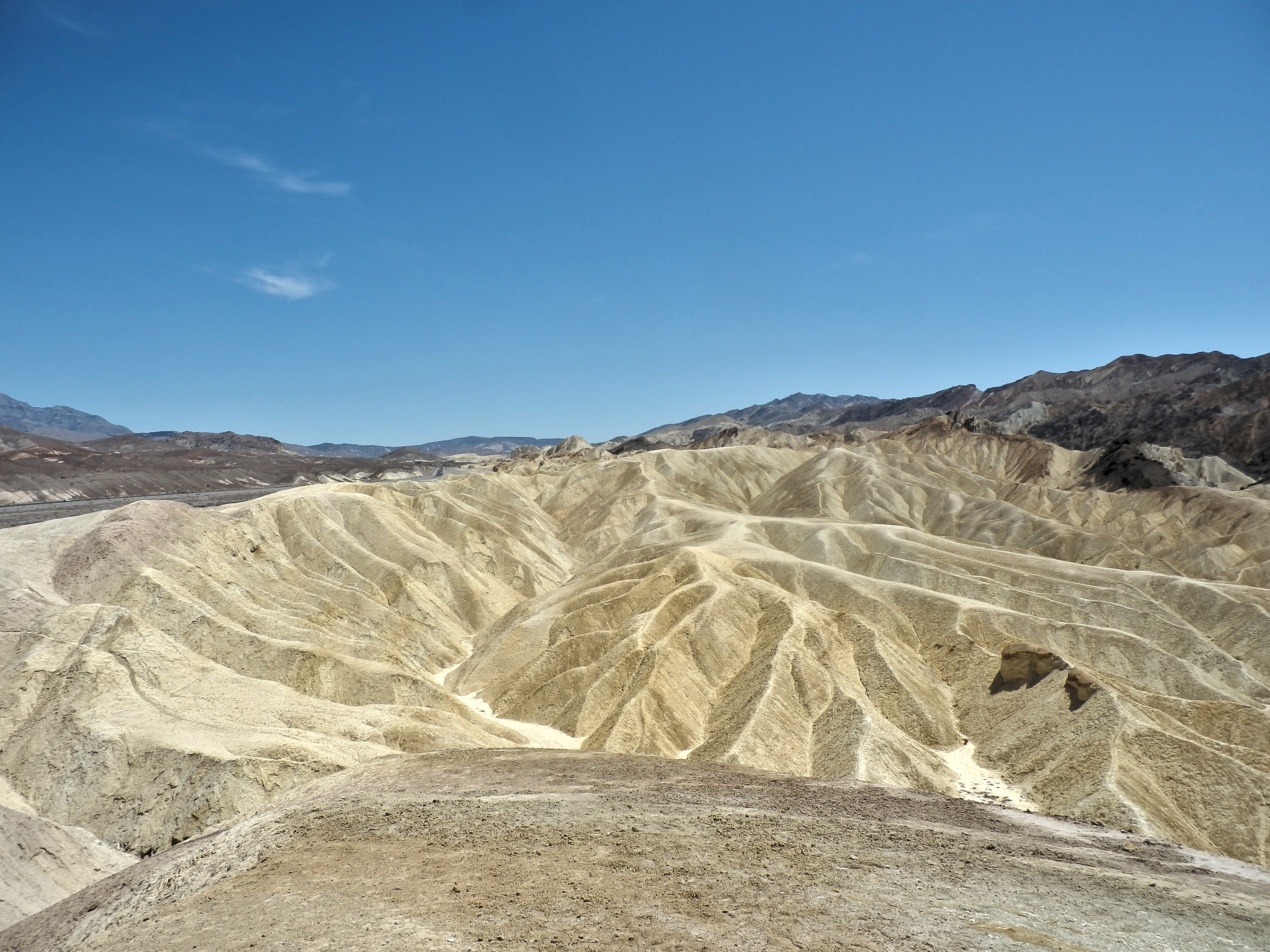
Zabriskie Point
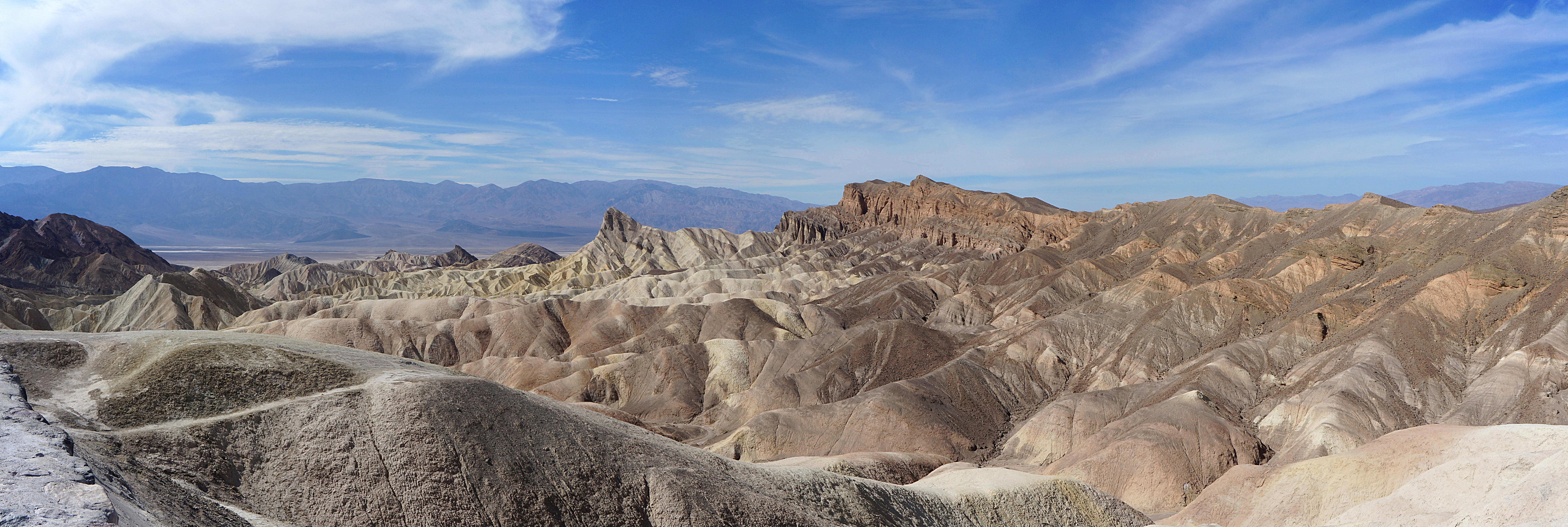
Autre panorama de Zabriskie Point